# Salla Fanta Camara
Pour les articles homonymes, voir Camara.
Salla Fanta Camara est une femme politique guinéenne.

## Ministre
Elle était la ministre d'État, ministre du Tourisme, de l'Hôtellerie et de l'Artisanat, nommée par décret présidentiel le 19 juin 2020 jusqu'à la chute d'Alpha Condé le 5 septembre 2021.